# Hans Konrad Müller-Hermelink
Hans Konrad Müller-Hermelink (* 21. Juni 1943 in Tübingen; † 11. Mai 2024 in Würzburg) war ein deutscher Immunpathologe, Pathologe und Hochschullehrer.

## Leben
Von 1962 bis 1968 studierte Müller-Hermelink Medizin an der Eberhard Karls Universität Tübingen, der Universität Montpellier und der Christian-Albrechts-Universität zu Kiel. Nach den zwei Jahren als Medizinalassistent ging er 1970 als wissenschaftlicher Assistent zu Karl Lennert. Bei ihm habilitierte er sich 1976. 1985 folgte er dem Ruf der Julius-Maximilians-Universität Würzburg auf den Lehrstuhl für Pathologie. Wie Lennert in Kiel baute er in Würzburg ein Lymphomregister auf. Er saß in der entsprechenden Kommission der Weltgesundheitsorganisation.
Nach seiner Emeritierung (2009) kehrte er als Wissenschaftsdirektor und Vorsitzender des Medizin-Ausschusses Schleswig-Holstein nach Kiel zurück. Ab 2018 war er als Seniorprofessor wieder an der Julius-Maximilians-Universität Würzburg aktiv.
Ab 2019 war er Ehrenmitglied der Deutschen Gesellschaft für Hämatologie und Medizinische Onkologie.

## Ehrungen
- Deutscher Krebspreis
- Senatsmitglied der Deutschen Akademie der Naturforscher Leopoldina (Mitglied dieser Akademie seit 1994)[7]
- Preis für translationale Forschung der Deutschen Krebsgesellschaft (2008)
- Rudolf-Virchow-Medaille (2011)

## Veröffentlichungen (Auswahl)
- mit Wolfgang Müller-Ruchholtz: Function and Structure of the Immune System, Tagungsband. New York 1979.
- mit M. Bofill: The Human Thymus. Histophysiology and Pathology. Springer, Berlin / New York 1986.
- mit H.-G. Neumann und W. Dekant: Risk and Progression Factors in Carcinogenesis. Springer, Berlin / New York 1997.
- Pathologie für Zahnmediziner. Urban und Fischer, München / Jena 2003.
- mit Stefan Dangl, Albert Roessner, Ulrich Pfeifer: Allgemeine Pathologie und Grundlagen der Speziellen Pathologie. Elsevier, 2008, ISBN 978-3-437-21290-1
- mit Th. Kirchner, A. Roessler: Kurzlehrbuch Pathologie. Elsevier, 13. Auflage 2018, ISBN 978-3-437-43308-5
- mit Hans H. Kreipe: Pathologie – Knochenmark, Lymphatisches System, Milz, Thymus. Aktualisierte Neuauflage des Standardwerkes. Springer, 2019, ISBN 978-3-540-85184-4